# Mémoires minuscules
Mémoires minuscules est un roman d'Arthur Silent (pseudonyme de Claude Esteban) publié en 1984 aux éditions Flammarion et lauréat du prix des Deux Magots l'année suivante.

## Éditions
- Mémoires minuscules, coll. « Textes », éditions Flammarion, 1984  (ISBN 2-08-064627-3).